# 安東金氏
金海金氏（あんとうきんし）は、朝鮮の氏族の一つ。本貫を安東とする。
金海金氏と呼ばれる氏族には、新羅王族の金叔承を始祖とする家系（旧安東金氏）と、高麗建国の功臣である金宣平を始祖とする家系（新安東金氏）がある。朝鮮王朝後期に勢威を振るった安東金氏は、後者にあたる。